# Pia Hansen
Pour les articles homonymes, voir Hansen.
Pia Hansen, née le 25 septembre 1965, est une tireuse sportive suédoise. 

## Carrière
Pia Hansen participe aux Jeux olympiques de 2000 à Sydney où elle remporte la médaille d'or en double trap.